# Тосканський діалект
Тоска́нська мо́ва (італ. lingua toscana), або тоска́нський діа́лект (італ. dialetto toscano) — італійський діалект, яким користуються у Тоскані, Італія (центр — Флоренція).
Тосканський діалект у процесі свого розвитку менш за інші відійшов від латинської мови, змінювався поступово, в одному напрямку, не зазнаючи при цьому сильного впливу інших мов.
Цей діалект починаючи з пізнього Середньовіччя ліг в основу літературної італійської мови завдяки створеним на ньому класичним творам Данте Аліг'єрі, Франческо Петрарки і Джованні Боккаччо.
Коли у 1861 році після об'єднання Італії було проголошено Королівство Італія, державною мовою для міжрегіонального спілкування під впливом письменника Алессандро Мандзоні обрали літературну версію саме тосканського діалекту.
Розмовний тосканський діалект помітно відрізняється від літературної італійської мови.